# Дискрепанција
Дискрепанција или раскорак је однос између међусобно неспојивих појмова или теза. У психологији, несагласни, међусобно неспојиви психички процеси, функције или особине личности.